# Candidatura di Unità Popolare
La Candidatura di Unità Popolare (in catalano: Candidatura d'Unitat Popular, CUP) è un partito politico della Catalogna (Spagna) indipendentista, con una rappresentanza al Parlamento catalano di quattro seggi.

## Storia
La CUP viene registrata per la prima volta nel 1991 per correre alle elezioni municipali e diventerà l'espressione elettorale principale della sinistra indipendentista anticapitalista in seguito al "processo di Vinaròs", un incontro svolto tra l'aprile e il novembre del 2002 a cui hanno partecipato le principali organizzazioni politiche della Esquerra Independentista.
Nelle elezioni comunali spagnole del 2011, la CUP ottenne 104 consiglieri comunali e 11 consiglieri di comarca in Catalogna. Quattro comuni hanno un sindaco della CUP. Nelle elezioni del 2012, la CUP ottenne 3 seggi nel Parlamento della Catalogna.
Alla tornata di elezioni regionali del settembre 2015 il partito ha più che raddoppiato i consensi, ottenendo l'8,20% dei voti ed eleggendo così 10 deputati. Dopo tre mesi di negoziazioni con Junts pel Sí, durante i quali la CUP ha rifiutato di rieleggere l'uscente Artur Mas, le due liste hanno infine raggiunto un accordo e hanno eletto a presidente Carles Puigdemont, sindaco di Girona ed esponente di JpS. Il governo guidato da Puigdemont, col sostegno esterno della CUP, ha quindi dato avvio al processo indipendentista, che ha portato la regione al controverso referendum unilaterale sull'indipendenza del 1º ottobre 2017. Il 27 ottobre i deputati della CUP eletti al parlamento catalano hanno votato a favore della risoluzione "Costituiamo la Repubblica Catalana come stato indipendente".
In seguito al referendum e alla dichiarazione di indipendenza molti esponenti della CUP sono stati inquisiti. Nelle elezioni del dicembre 2017, la CUP è scesa al 4,5% dei voti e 4 seggi. La presidente del gruppo parlamentare al momento della dichiarazione unilaterale di indipendenza, Mireya Boia, è tra gli inquisiti nel processo agli indipendentisti catalani la cui posizione è stata riportata al Tribunal Superior de Justicia de Cataluña.
Per la prima volta nella sua storia, la CUP decide di candidarsi alle elezioni generali in Spagna del novembre 2019, in cui elegge 2 deputati con l'1,01% dei voti totali, pari al 6,53% dei voti nella Comunità della Catalogna. La CUP si colloca all'opposizione dei governi Sanchez I e II.
Nelle elezioni regionali del 2021 il partito si allea con Guanyem, gruppo di attivisti municipalisti. Dolors Sabater, ex-sindaca di Badalona e fondatrice di Guanyem è candidata alla Generalitat. La coalizione ottiene il 6,67% dei voti e 9 deputati. Il partito vota l'investitura al candidato di ERC Pere Aragonès, pur non entrando direttamente nel governo.
Alle elezioni regionali del 2024 il partito si presenta come Candidatura di Unità Popolare - Difendiamo la Terra (in catalano: Candidatura d'Unitat Popular - Defensem la Terra, CUP-DT), la candidata alla presidenza della Generalitat è Laia Estrada. 

## Ideologia
Appartenente alla sinistra antagonista, il partito esprime posizioni antieuropeistiche e anti-atlantiste: sostiene le aspirazioni indipendentistiche catalane (più in generale, dei Paesi catalani), ma collocate in una prospettiva politica che vorrebbe un'eventuale repubblica catalana fuori dall'Unione europea e dalla NATO. La CUP considera la via unilaterale l'unica per ottenere l'indipendenza, rifiutando quindi di sostenere soluzioni di contrattazione col governo di Madrid. 

## Risultati elettorali
| Anno | Voti    | % (posizione) | Consiglieri | +/- |
| ---- | ------- | ------------- | ----------- | --- |
| 1987 | 1.155   | 0,04          | 1 / 8 218   | 1   |
| 1991 | 2.664   | 0,10          | 2 / 8 328   | 1   |
| 1995 | 61      | 0,00          | 2 / 8 426   | 0   |
| 1999 | 64      | 0,00          | 1 / 8 500   | 1   |
| 2003 | 4.750   | 0,12          | 4 / 8 690   | 3   |
| 2007 | 16.191  | 0,56          | 20 / 8 932  | 16  |
| 2011 | 65.656  | 2,29 (7°)     | 110 / 9 132 | 90  |
| 2015 | 237.643 | 7,63 (5°)     | 382 / 9 077 | 275 |
| 2019 | 177.330 | 5.07 (6°)     | 335 / 9 069 | 47  |

| Data | Voti    | Voti | Voti    | Seggi    | Seggi   | Status      | Note                        |
| Data | #       | %    | ±       | #        | ±       | Status      | Note                        |
| ---- | ------- | ---- | ------- | -------- | ------- | ----------- | --------------------------- |
| 2012 | 126.435 | 3,5  | Stabile | 3 / 135  | Stabile | Opposizione |                             |
| 2015 | 337.794 | 8,2  | 4,7     | 10 / 135 | 7       | Opposizione | Sostegno esterno al governo |
| 2017 | 195.246 | 4,5  | 3,7     | 4 / 135  | 6       | Opposizione |                             |
| 2021 | 189.924 | 6,7  | 2,2     | 9 / 135  | 5       | Opposizione |                             |

| Anno          | Voti    | %    | Seggi   | +/- |
| ------------- | ------- | ---- | ------- | --- |
| Novembre 2019 | 244.754 | 1,01 | 2 / 350 | 2   |